# Suzana Petersen
Suzana Petersen (14 d'octubre de 1947) és una extennista brasilera.
Va participar en els Jocs Olímpics de Ciutat de Mèxic (1968) en l'esdeveniment de tennis, que fou esport de demostració i d'exhibició. Va disputar totes les proves en les quals podia participar, les tres de demostració (individual, dobles femenins amb Cecilia Rosado i dobles mixts amb Massimo di Domenico) i les tres d'exhibició (individual, dobles femenins amb María Eugenia Guzmán i dobles mixts amb Teimoeraz Kakoelia). Va aconseguir tres medalles de bronze, una per cada prova d'exhibició.